# Industrie forestière du Canada

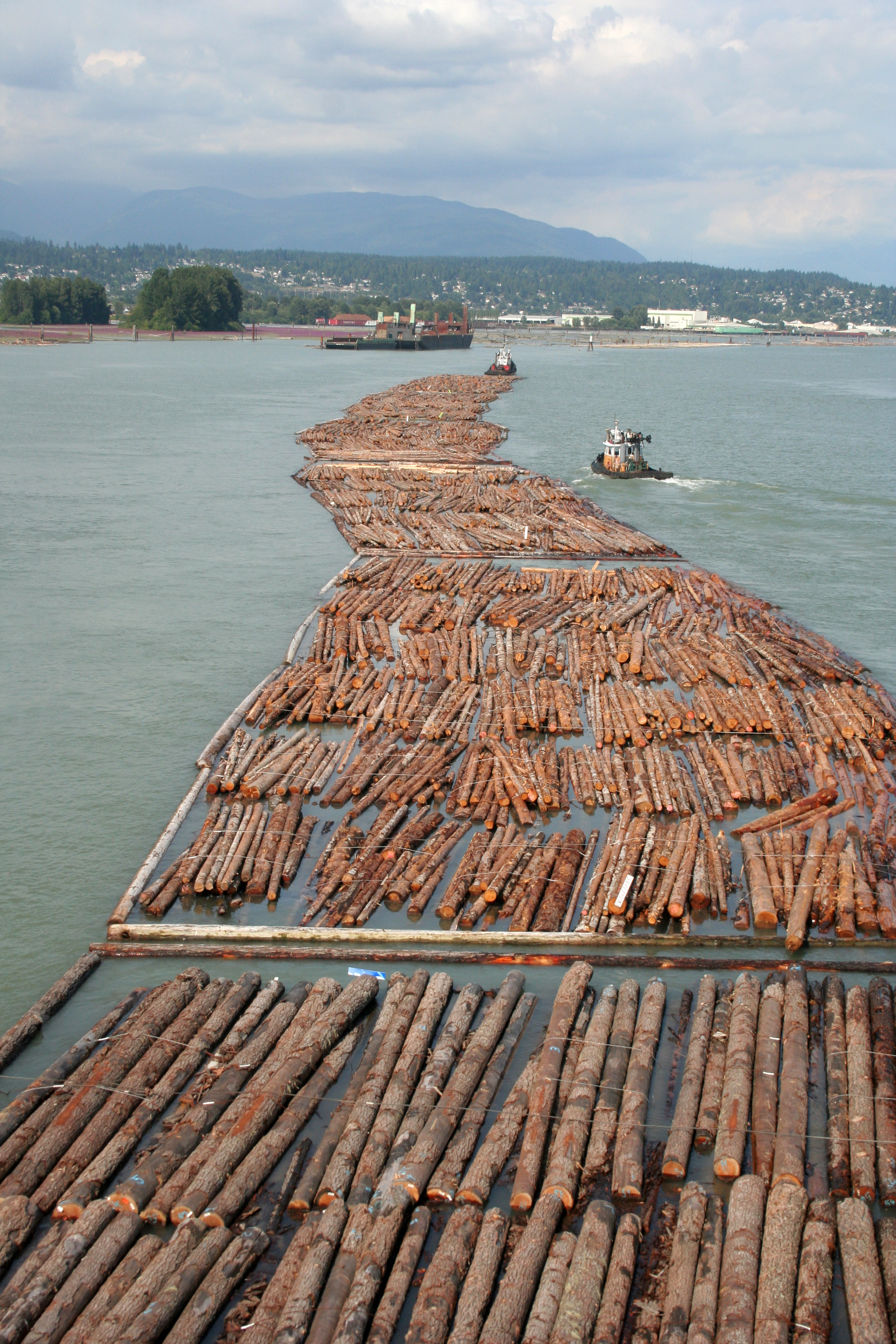
Transport par flottage de grume à Vancouver en Colombie-Britannique, la province la plus productrice de bois

L'industrie forestière du Canada est un important secteur économique du pays. L'industrie forestière comprend trois principaux sous-secteurs soient : la foresterie et l'exploitation forestière, la fabrication de produits en bois massif et la fabrication de produits de pâtes et papiers. En 2019, l'industrie forestière a rapporté plus de 23,7 milliards de dollars au produit intérieur brut nominal. En 2018, ce secteur emploie plus environ 205 000 personnes.
Le Canada est également un important exportateur de produits forestiers. En 2005, le Canada était le deuxième plus grand producteur de bois d'œuvre au monde, avec 16 % de la production mondiale, et le premier exportateur mondial avec 30 % du commerce international du bois d'œuvre. Le Canada vend ses produits forestiers à plus de 100 pays; ses principaux marchés d'exportation sont les États-Unis, l'Union européenne et le Japon. Le montant d'exportation de produits forestiers en 2019 représente 33 milliards de dollars.

## Définition

### Foresterie et exploitation forestière
Le Système de classification des industries de l'Amérique du Nord (SCIAN) donne à cette industrie le code 113. Elle reprend les établissements dont l'activité principale est la production et la récolte du bois caractérisé par un long cycle de croissance. Les activités de soutien à la foresterie portent le code 1153 .

### Fabrication de produits en bois
L'industrie du bois (SCIAN 321, fabrication de produits en bois) comprend les établissements dont l'activité consiste à scier des grumes pour en faire du bois d'œuvre et des produits similaires, ou à préserver ces produits ; fabriquer des produits qui améliorent les caractéristiques naturelles du bois: placages, contreplaqué, panneaux de bois reconstitué ou bois d'ingénierie; et la fabrication d'une gamme variée de produits du bois, tels que la menuiserie.
Le SCIAN divise cette industrie en trois groupes principaux, chacun composé de sous-groupes :
- Scieries et préservation du bois (SCIAN 3211) :
  - Scieries (sauf les usines de bardeaux et de bardeaux de fente) (SCIAN 321111)
  - Usines de bardeaux et de bardeaux de fente (SCIAN 321112)
  - Préservation du bois (SCIAN 321114)
- Fabrication de placages, de contreplaqués et de produits en bois reconstitué (SCIAN 3212)
- Fabrication d'autres produits en bois (SCIAN 3219)

## Historique
Avant le XIXe siècle, les deux Canadas regorgent d'importantes ressources forestières, étant donné qu'il n'y avait pas eu encore de véritable exploitation du potentiel forestier. La raison en est qu'il n'y avait pas vraiment de débouché pour le bois canadien. Durant la vice-royauté française (Nouvelle-France), jusqu'en 1763, des tentatives sont faites pour développer un commerce d'exportation de bois; mais en raison de l'éloignement du seul marché, la France, un marché qui, de toute façon, dispose de plus en plus de sources d'approvisionnement, elles sont restées vaine. Après la conquête britannique, le Canada forme toujours une terre excentrée de l'Empire, trop éloigné de la Grande-Bretagne pour concurrencer le commerce avec la Baltique. Le monde tel qu'il se profile au XVIIIe siècle sera fondé sur le fer, en attendant c'est toujours le bois qui reste le matériau stratégique dont il faut maitriser l'approvisionnement, surtout pour les besoins de la marine de guerre, car ces périodes toujours sont des périodes de conflits.

### Régime français, les efforts de Jean Talon
Dès 1630, Nicolas Denys avec Isaac de Razilly, lance une première première industrie du bois en Acadie; dans la vallée du Saint-Laurent, des colons à plusieurs reprises expédient du bois en France. Mais il revient à Jean Talon, intendant de la Nouvelle-France, de lui donner un nouvel élan et de le pousser à un point qui n’avait pas été atteint jusque-là.
L'industrie la plus ancienne de La Nouvelle France canadienne consiste en la traite des fourrures; viendra ensuite la chasse au phoque et au marsouin. Tout d'autre part concourt en faveur de la création d’une industrie du bois d’œuvre destinée à l'exportation : Colbert veut d’une part doter la France d’une puissante marine et d’une marine marchande; les Antilles, d'autre part ont besoin de bois pour fabriquer les fûts, tonneaux et coffres nécessaires à leur commerce. Jean Talon oriente l’industrie forestière vers ces deux pôles : bois de mâture; il envoie des mâts et du bois à la métropole; aux Antilles, des bois plus clairs, et particulièrement du bois de sciage. Au cours de l'hiver 1665–1666, Talon fait inspecter les forêts afin de recevoir des informations sur la quantité et la qualité des arbres appropriés pour la construction de navires. Malheureusement, il n’y a presque pas sur le Saint-Laurent, du très recherché chêne dont on fait alors les navires; l'intendant a l'idée d'utiliser les affluents pour faire flotter les billots.
En 1667, il envoie ses premières cargaisons : dans les Antilles, des merrains et quelques petits mâts; en France des petits mâts, des espars et autres pièces pour la construction de navires. Soucieux de ne pas gaspiller cette ressource, Talon signe trois ordonnances en 1670 et 1671 interdisant aux colons de couper ou de brûler des chênes et d’autres essences propres à la construction navale, avant que les charpentiers du roi ne les examinent. Talon porte aussi son intérêt vers l’industrie du bois d’œuvre, la culture du chanvre et à la fabrication du goudron de pin, tous produits directement liés à l’industrie de la construction navale qu’il s’efforce d’établir dans la colonie. Tout ceci n'est pas pour déplaire à Jean-Baptiste Colbert, qui mercantiliste convaincu est forcé de s'approvisionner sur la Baltique pour les mâts et le goudron de pin,.
L'idée de construire des navires au Canada n'est cependant pas nouvelle consistant essentiellement en quelques des barques et pinasses construites principalement pour faire face à l'urgence; mais en 1664, sur ordre de Colbert et pour le roi, une galiote, un brigantin et quelques navires de moindre tonnage sont aménagés. Louis XIV offre une gratification de 500 francs par vaisseau de 200 tonneaux, 150 francs par bateau de 30 à60 tonneaux; et il fait établir des ateliers de construction à Québec, pour sa marine, garnis des ouvriers nécessaires. Talon reprend cette activité à son compte. Dès l'automne de 1665, il réunit quelques colons qui s'attèlent à la construction de navires de 20 et 40 tonnes. Un navire de 120 tonnes, est achevé au printemps 1667, et grâce à la collaboration de particuliers et à un fonds de 40 000 livres créé en 1671, il peut immerger un navire de 400 à 500 tonnes, peu de temps après un autre de 800.
L’industrie forestière ne devient pas aussi importante que l’intendant l’aurait souhaité. Talon essaya de faire venir des colonies anglaises des ouvriers spécialistes de la construction des scieries, pour venir en appui de l'unique scierie des colonies à Montréal qui commence son activité en 1670, mais son projet échoue.
Après le départ de l'intendant toutes les aides cessent; l'élan qu'avait imprimé Talon à l'industrie navale, forestière, ou celle du goudron de pin cesse. On reproche aussi aux navires canadiens de coûter beaucoup plus que ceux qui sont faits en France, et de durer moins longtemps; on invoque la qualité du chêne dont on se sert, tiré des lieux bas et humides, et qui après avoir été coupé l'hiver était flotté jusqu'à Québec, « pratique qui en altérait la bonté ». Quoi qu'il en soit la construction est tellement négligée, que suivant un rapport fait au ministre, les Anglais fournissaient une partie des bâtiments employés même à la navigation intérieure du pays, non pas parce que leur bois est meilleur ou leurs bâtiments mieux construits, mais parce qu'ils les fournissaient à meilleur prix.

### Régime anglais, le commerce du bois carré

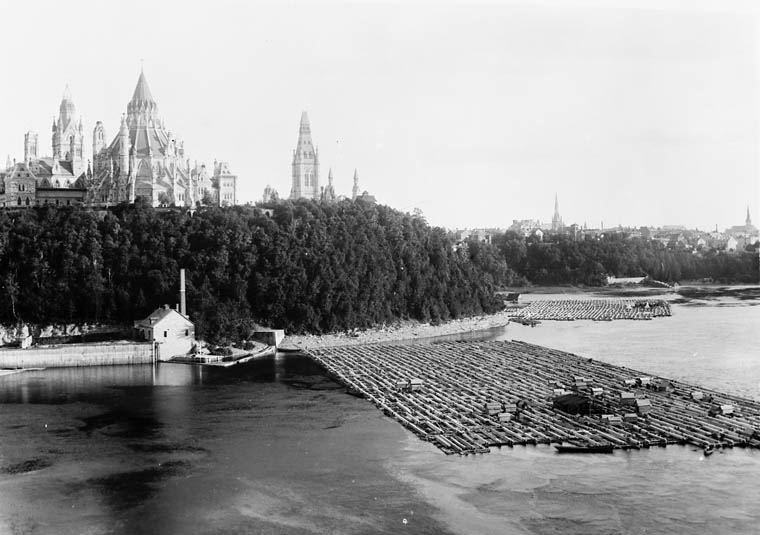
Train de bois photographié près de la colline du Parlement à Ottawa vers 1882. Dans l'Outaouais (Québec), première moitié du XIXe siècle, le bois équarri représente la plus grande partie des exportations vers la Grande-Bretagne. Léquarri prend le nom de plançon, il est flotté sur les cours d'eau, assemblé par trois en « brelle », puis en « cage », d'où le nom de cageur. Les cages sont assemblées en trains de bois.

Une autre opportunité de développement se fait pour le commerce du bois du Canada devenu britannique, à l'occasion du blocus continental de Napoléon Ier en 1806.
Au tournant du XIXe siècle, une forte demande apparait au Royaume-Uni qui connait sa révolution industrielle. Les progrès techniques et les manufactures dans les villes se multiplient. Pour toutes les constructions, le bois est alors le matériau indispensable. L'Angleterre de plus possède la flotte la plus importante au monde. Tous ces bateaux se construisant en bois, leur longévité est donc assez réduite. Depuis longtemps, l'Angleterre s'approvisionne dans les pays de la Baltique pour le bois de marine, le bois de mâture et le goudron de pin (bois de la Baltique). Mais subissant le blocus continental de l'empereur français Napoléon Ier, elle et ne peut donc plus aller chercher son bois dans les pays de la Baltique aussi librement qu'auparavant.
Dans l'urgence de la guerre, la solution de rechange sera donc les dernières colonies d'Amérique du Nord qu'elle possède encore, les Canadas, et particulièrement le Bas-Canada. C'est ainsi qu'à partir de 1805-1806, le commerce du bois carré y fait un bond prodigieux. C'est la vallée de l'Outaouais qui bénéficie le plus de l'essor de ce commerce. En 1800, un Américain du nom de Philemon Wright fonde la ville de Hull à l'embouchure de la rivière Gatineau. On y coupe alors que deux espèces d'arbres, le pin et le chêne. C'est le début de l'époque du bois carré. Il se créa donc de nombreux nouveaux emplois grâce à cette activité, des emplois tels que des bûcherons, des draveurs, des cageux, et des débardeurs.
À partir de 1815, l’Empire napoléonien étant tombé, l'Angleterre aurait pu retourner acheter son bois dans les pays de la Baltique tout proches et économiser les frais de transport. Il n'en fut rien, car l'Angleterre était en train de réviser sa politique commerciale pour avantager les produits britanniques et les protéger de la concurrence. À cause de cette politique protectionniste, le bois étranger fut fortement taxé. C'est ainsi que les Canadas ont pu continuer, grâce à ces tarifs préférentiels, à bénéficier de la grande demande de l'Angleterre pour le bois. Cela  permit aux hommes d'affaires canadiens d'accumuler des profits comme jamais auparavant. Ils purent se permettre d'investir dans la construction des canaux et dans les premiers chemins de fer. Ces hommes d'affaires enrichis dans l'exploitation forestière fondèrent la Banque de Montréal en 1817.

### Commerce avec les États-Unis
Dans le prolongement du commerce du bois carré le commerce du bois de sciage se développe vers les États-Unis.
Les rives de la région des Grands Lacs étaient autrefois couvertes de peuplements denses de pins blancs, de chênes et de bouleaux jaunes. Dans les années 1800, l'approvisionnement en bois commença à s'épuiser dans les États de l'Est et les colons et les bûcherons se déplacèrent vers l'ouest et dans la région des Grands Lacs. C'est de cette manière que fut initié dans les Grands Lacs un boom historique de l'exploitation forestière, des années 1850 aux années 1880 (Logging era). Chicago qui s'implante sur la rive sud-ouest du lac Michigan, une région de marais dépourvue d'arbres, compte 350 habitants en 1833, et est appelée a devenir le plus grand centre de distribution de bois du monde. Cette ville est d'abord un lieu de portage entre le bassin du fleuve Saint-Laurent et le Bassin du Mississippi, remplacé en 1848 par le Canal Illinois et Michigan sur la rivière Chicago qui permit le transport fluvial depuis les Grands Lacs via le Mississippi jusqu'au Golfe du Mexique. De 1840 à 1900 environ, la plupart des forêts du Michigan sont abattues pour les fermes et pour produire du bois pour les bâtiments, les navires et les mines. Conjuguée à la production industrielle massive de clous, la construction à ossature croisée dite « balloon frame » démarre à Chicago en 1833 et devient un moteur d'expansion de la colonisation vers l'Ouest. Le Michigan devient le premier producteur de bois du pays entre 1869 et 1900.
On ne saura jamais exactement combien de bois a été coupé de la forêt du Michigan pendant l'apogée de l'ère de l'exploitation forestière du Michigan. L'arpenteur du gouvernement a estimé que la forêt de pins du Michigan contenait 150 milliards de pieds-planche de bois. Cependant, l'historien du bois, George Hotchkiss, a estimé qu'en 1897, plus de 160 milliards de pieds-planche de pin avaient déjà été coupés et que six autres milliards étaient encore debout, principalement dans la péninsule supérieure. Au cours de cette période de soixante ans, les scieries du Michigan ont usiné environ un milliard de grumes. Les bûcherons, travaillant pour un dollar par jour, transportaient le bois par une combinaison de chevaux et de traîneaux, et d'énormes radeaux de bois sur les rivières et à travers les baies des Grands Lacs jusqu'aux innombrables scieries qui parsemaient chaque ville portuaire, des rives du Canada jusqu'à Chicago en Illinois. Chaque grume était estampée à l'extrémité à l'aide d'un marteau spécial pour identifier le nom de l'entreprise forestière.
Vers 1900, les citoyens du Michigan ont commencé à s'inquiéter de la disparition des forêts. Ce fut le début de l'ère de la conservation dans le Michigan. Le Service des forêts des États-Unis a été organisé en 1905 et les forêts nationales ont été créées entre 1909 et 1938. La Michigan Forestry Commission a été créée en 1899 et le Michigan Department of Conservation (aujourd'hui le Michigan Department of Natural Resources (en)) a été créé en 1921.

## Aujourd'hui

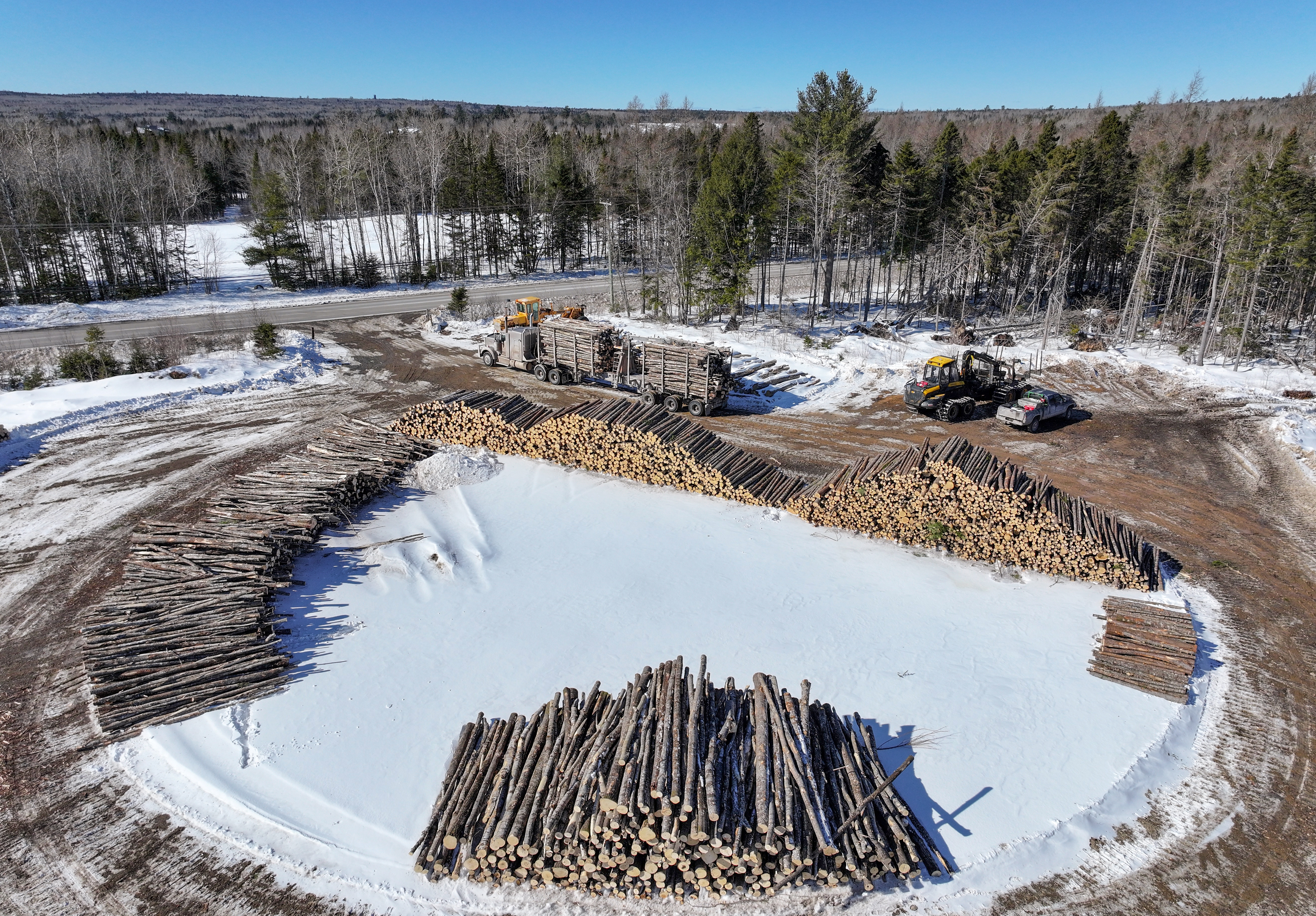
Des piles de bois à Fredericton

L'industrie canadienne du bois d'œuvre dépend largement de ses exportations, qui représentent environ 80 % de sa production. En 2006, la valeur de ses exportations nationales de bois d'œuvre s'élevait à 9,6 milliards de dollars, dont 80 % étaient expédiés aux États-Unis, de loin son principal marché étranger. 11 % supplémentaires sont allés au Japon, près de 5 % à l'Union européenne. Les fluctuations des exportations canadiennes de bois d'œuvre sont étroitement liées aux fluctuations des exportations destinées au marché américain.

Le conflit du bois d'œuvre est un différend à la fois politique et commercial qui oppose le Canada aux États-Unis sur le prix du bois d'œuvre produit au Canada et vendu aux États-Unis. Pour l'administration américaine, qui se rend aux arguments avancés par sa propre industrie, le Canada et ses provinces subventionneraient trop fortement l'industrie du bois d'œuvre en octroyant aux compagnies forestières des droits de coupe trop bas. Cette « subvention déguisée » favoriserait le dumping et porterait préjudice à l'industrie du bois d'œuvre américaine. Le conflit perdure depuis 1981.
Les objectifs d'exploitation forestière sont définis par les provinces.
La gestion des forêts de la province du Nouveau-Brunswick est particulièrement opaque. Spécialiste international de la corruption politique, Donald Bowser se dit « estomaqué de découvrir qu'il y a moins de transparence au Nouveau-Brunswick qu'au Kurdistan, au Guatemala ou en Sierra Leone, en dépit des fonds publics colossaux engagés dans l'exploitation des ressources naturelles ».
Une étude parue en 2020 concluait que seul 1% de la forêt québécoise était exploitée annuellement.